# Mantitheus taiguensis
Mantitheus taiguensis là một loài bọ cánh cứng trong họ Cerambycidae.